# Literatura romântica em Portugal
A literatura romântica em Portugal tem como marco simbólico a publicação do poema Camões, de Almeida Garrett, em 1825. De fato, Camões exibe já algumas das tendências (a construção do herói romântico, por exemplo) que marcam o Romantismo português. Contudo, só anos mais tarde este movimento literário se enraizará em Portugal. De entre os escritores românticos portugueses destacam-se, para além de Garrett, nomes como Alexandre Herculano, António Feliciano de Castilho, Camilo Castelo Branco, Ramalho Ortigão, João de Deus, Cesário Verde e António Nobre.
Costuma-se dizer que o Romantismo durou cerca de 40 anos terminando por volta de 1865 com a Questão Coimbrã e as Conferências do Casino em 1871. No entanto, é de notar que, em 1865 e depois, muitos prosadores e poetas românticos publicam ainda com grande sucesso muitas das suas obras. Foi sucedido pelo movimento realista.

## Contexto histórico
Em Portugal, o romantismo literário foi precedido por diversos acontecimentos históricos como: as Invasões francesas de Napoleão, que levaram à fuga da corte portuguesa para o Brasil, em 1807; a Guerra Civil Portuguesa, que opôs absolutistas a liberais, sendo que D. Pedro IV era defensor de uma constituição liberal e o seu irmão D. Miguel defendia ideias absolutistas; a Independência do Brasil e consequente proclamação de D. Pedro IV como imperador do Brasil.

## Características principais
- Subjetivismo: o autor trata os assuntos de uma forma pessoal, de acordo com o que sente, aproximando-se da fantasia.
- Sentimentalismo: exaltam-se os sentidos, e tudo o que é provocado pelo impulso é permitido.
- Culto ao fantástico: a presença do mistério, do sobrenatural, representando o sonho, a imaginação; frutos da pura fantasia, que não carecem de fundamentação lógica, do uso da razão.
- Idealização: motivado pela fantasia e pela imaginação, o artista romântico passa a idealizar tudo; as coisas não são vistas como realmente são, mas como deveriam ser segundo uma ótica pessoal.
- Egocentrismo: cultua-se o "eu" interior, atitude narcisista, em que o individualismo prevalece; microcosmos (mundo interior) X macrocosmos (mundo exterior).
- Escapismo psicológico: espécie de fuga. Já que o romântico não aceita a realidade, procura modos de refugiar-se, por exemplo, no passado, no sonho ou na morte.
- Liberdade de criação: O escritor romântico recusa formas poéticas, usa o verso livre e branco, libertando-se dos modelos greco-latinos, tão valorizados pelos clássicos, e aproximando-se da linguagem coloquial.
- Medievalismo: há um grande interesse dos românticos pelas origens de seu país, de seu povo. Na Europa, retornam à Idade Média e cultuam seus valores, por ser uma época obscura.
- Condoreirismo: corrente de poesia político-social os autores defendem a justiça social e a liberdade.
- Nativismo: fascinação pela natureza. Muitas vezes, o nacionalismo romântico é exaltado através da natureza, da força da paisagem.
- Luta entre o liberalismo e o absolutismo: poder do povo X poder da monarquia. Até na escolha do herói, o romântico dificilmente optava por um nobre. Geralmente, adotava heróis grandiosos, muitas vezes personagens históricos, que foram de algum modo infelizes: vida trágica, amantes recusados, patriotas exilados.
- Byronismo: atitude amplamente cultivada entre os poetas da segunda geração romântica e relacionada ao poeta inglês Lord Byron. Caracteriza-se por mostrar um estilo de vida e uma forma particular de ver o mundo; um estilo de vida boêmia, noturna, voltada para o vício e os prazeres da bebida, do fumo e do sexo. Sua forma de ver o mundo é egocêntrica, pessimista, angustiada e, por vezes, satânica.
- Religiosidade: como uma reação ao racionalismo materialista dos clássicos, a vida espiritual e a crença em Deus são enfocadas como pontos de apoio ou válvulas de escape diante das frustrações do mundo real.
- Nacionalismo (também denominado patriotismo):  é a exaltação da Pátria, de forma exagerada, em que somente as qualidades são enaltecidas.
- Pessimismo: também conhecido como o "mal-do-século". O artista vê-se diante da impossibilidade de realizar o sonho do "eu" e, desse modo, cai em profunda tristeza, angústia, solidão, inquietação, desespero, frustração, levando-o, muitas vezes, ao suicídio, solução definitiva para o mal-do-século.
- Fusão do grotesco e do sublime: o romantismo procura captar o homem em sua plenitude, enfocando também o lado feio e obscuro de cada ser humano.[1]

## Primeira geração
- Entre os anos de 1825 e 1840.
- Bastante ligado ao Classicismo, contribui para a consolidação do liberalismo em Portugal.
- Os ideais românticos dessa geração estão embasados na pureza e Originalidade, Subjetivismo, Idealização da mulher, do amor e da natureza, Nacionalismo, Historicismo e Medievalismo.

### Principais autores

#### Alexandre Herculano

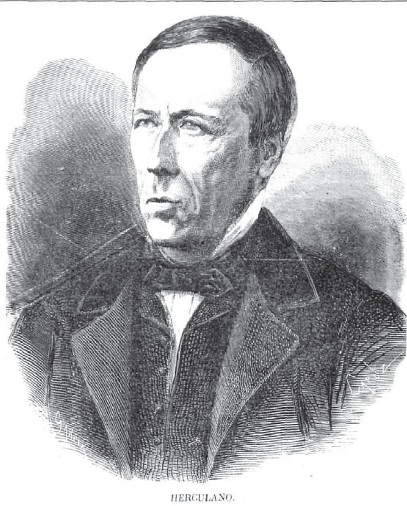
Alexandre Herculano

Alexandre Herculano nasceu em 1810 e faleceu em 1877. Ficou conhecido por suas narrativas históricas. Lutou contra democratas (nome que se dava na altura aos defensores da "democracia de massas") e tornou-se defensor das ideias liberais conservadoras.
- Tendências: Medievalismo, Ficção e Nacionalismo.[6][7][8]
- Obras:[6]
  - Historiografia
    - História de Portugal (1846)
    - História da origem e estabelecimento da inquisição em Portugal (1854)

  - Polémicas
    - Eu e o Clero (1850)
    - Opúsculos (1872)
    - Estudos sobre o Casamento Civil (1866)
    - A Voz do Profeta (1836)
    - A Ciência Arábico-académica (1851)

  - Poesia
    - A Semana Santa (1829)
    - A Harpa do Crente (1838)

  - Prosa
    - Eurico, o Presbítero (1844)
    - O Monge do Cister (1848)
    - Lendas e Narrativas (1851)
    - O Bobo (1878, póstuma)

#### Almeida Garrett

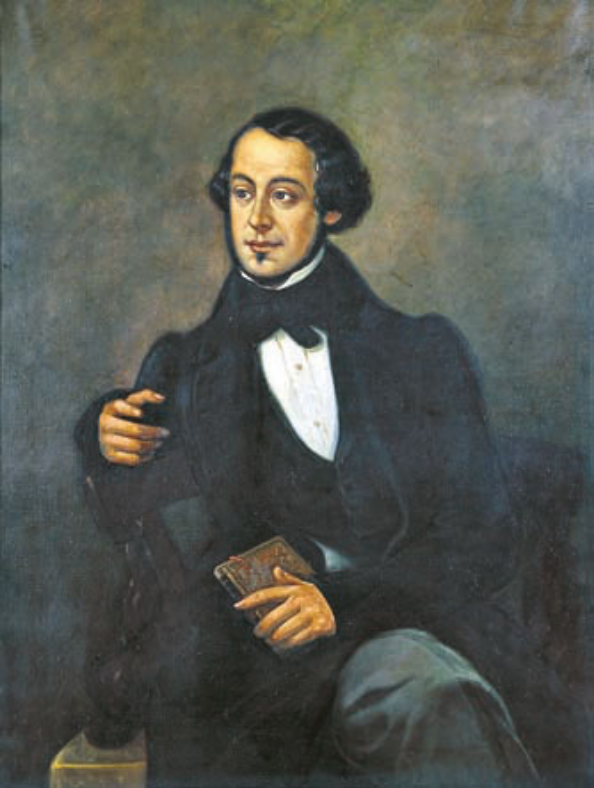
Almeida Garrett

Nasceu em 1799 em Porto. Faleceu em 1854 em Lisboa. Considerado o iniciador do romantismo. Dedicou-se também a literatura e ao jornalismo. Lutou contra absolutismo ao lado de Pedro I. Foi exilado duas vezes.
- Tendências: Nacionalismo e Ideologia Liberal.
- Obras:
  - Poesia
    - Camões 
    - Dona Branca
    - Lírica de João Mínimo
    - Flores sem fruto
    - Folhas caídas

  - Prosa
    - Viagens na minha terra
    - O Arco de Sant'Ana

  - Teatro
    - Catão
    - Mérope
    - Um auto de Gil Vicente
    - O Alfageme de Santarém
    - Frei Luís de Sousa
    - D. Filipa de Vilhena
    - Falar verdade a mentir

#### António Feliciano de Castilho

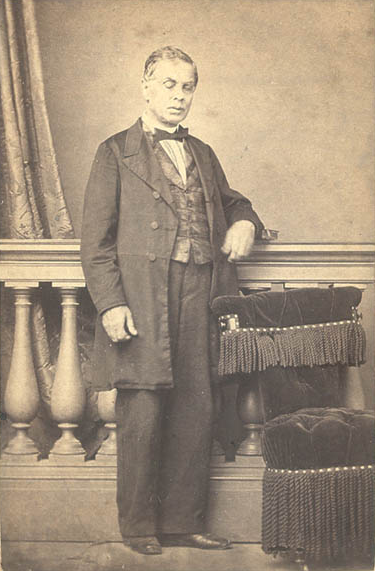
António Feliciano de Castilho

Nasceu em 1800. Faleceu em 1875. Perdeu a visão quase completamente aos 6 anos. Contou com o apoio de seu irmão, Augusto Frederico de Castilho, que o incentivou a continuar a estudar. Com muita força de vontade conseguiu se formar em Direito na Universidade de Coimbra.  Além disso era tradutor.
A partir de 1842 passou a dirigir a "Revista Universal Lisbonense", o que lhe permitiu exercer influência sobre o meio cultural português.
- Obras:
  - Cartas de Eco a Narciso, 1821
  - A Primavera, 1822
  - Amor e Melancolia ou a Novíssima Heloísa, 1828
  - A Noite do Castelo, 1836
  - Os Ciúmes do Bardo, 1836
  - Quadros Históricos de Portugal, 1838
  - Escavações Poéticas, 1844
  - Mil e Um Mistérios, 1845
  - Crónica Certa e Muito Verdadeira de Maria da Fonte, 1846
  - A Felicidade pela Agricultura, 1849
  - Tratado de Versificação Portuguesa, 1851
  - Felicidade pela Instrução, 1854
  - A Chave do Enigma, 1861
  - O Outono, 1863

## Segunda geração
- Entre os anos 1840 e 1860
- Também conhecido como Ultra-Romantismo.
- Marcado pelo Exagero, Desequilíbrio, Sentimentalismo.
- Maior emoção nas obras, dando valor ao: tédio, melancolia, desespero, pessimismo, fantasia.
- Liberdade de expressão.

### Principais autores

#### Camilo Castelo Branco

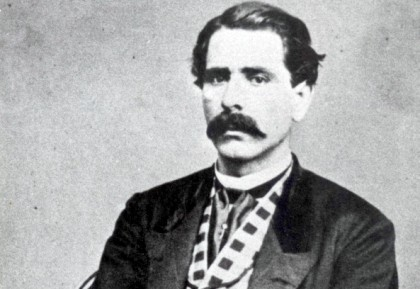
Camilo Castelo Branco

Nasceu em Lisboa, no ano de 1825. Suicidou-se em S. Miguel de Seide, em 1890.
- Tendências: situações ridículas e originais, novelas passionais, acontecimentos dramáticos e finais trágicos.
- Obras:
  - Passionais:
    - Amor de Perdição
    - Amor de Salvação
    - Carlota Ângela
    - O romance de um homem rico
    - A Doida do Candal

  - Satíricas:
    - A Queda de um Anjo
    - Coração, Cabeça e Estômago

  - Realistas:
    - Novelas do Minho
    - Eusébio Macário
    - A Corja
    - A Brasileira de Prazins
    - Vulcões de Lama

#### Soares de Passos

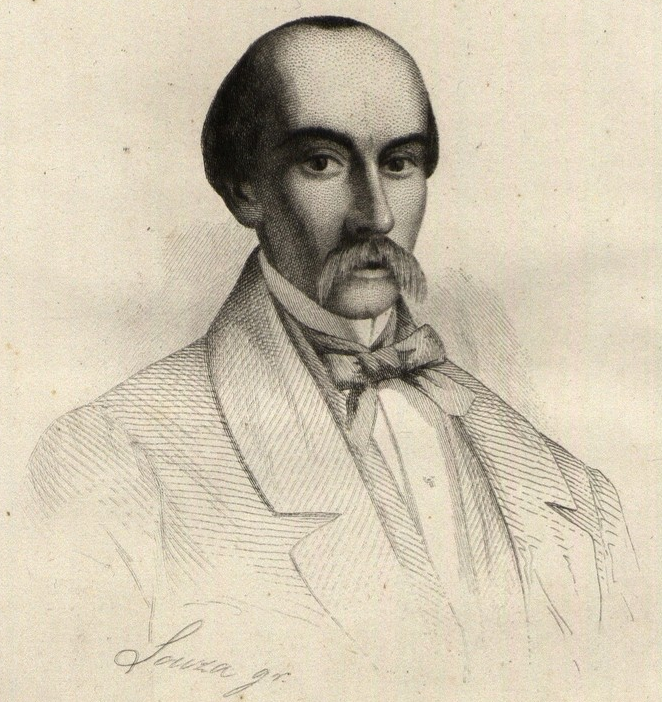
Soares de Passos

Soares de Passos nasceu em Porto em 1826. Faleceu em 1860. Estudou na Universidade de Coimbra onde fundou o jornal "O Novo Trovador". Nele muitos poetas da época publicaram algo. E em 1856, Soares Passos reuniu todas essas poesias publicadas em um livro chamado "Poesias". Mesmo tendo uma vida curta, é considerado um dos poetas ultra-românticos portugueses mais importantes.
- Tendências: Liberdade, exaltação cívica, confiante na vitória do homem, poesia delicada, reflexo da dor pessoal.
- Obras:
  - Poesia
    - O firmamento
    - A Camões

## Terceira geração
- Entre os anos 1860 a 1870
- É considerado momento de transição, por já anunciar o Realismo.
- Traz um Romantismo mais equilibrado, regenerado (corrigido, reconstituído).
- Autores pré-realistas.
- Lirismo simples e sincero

### Principais autores

#### Júlio Dinis

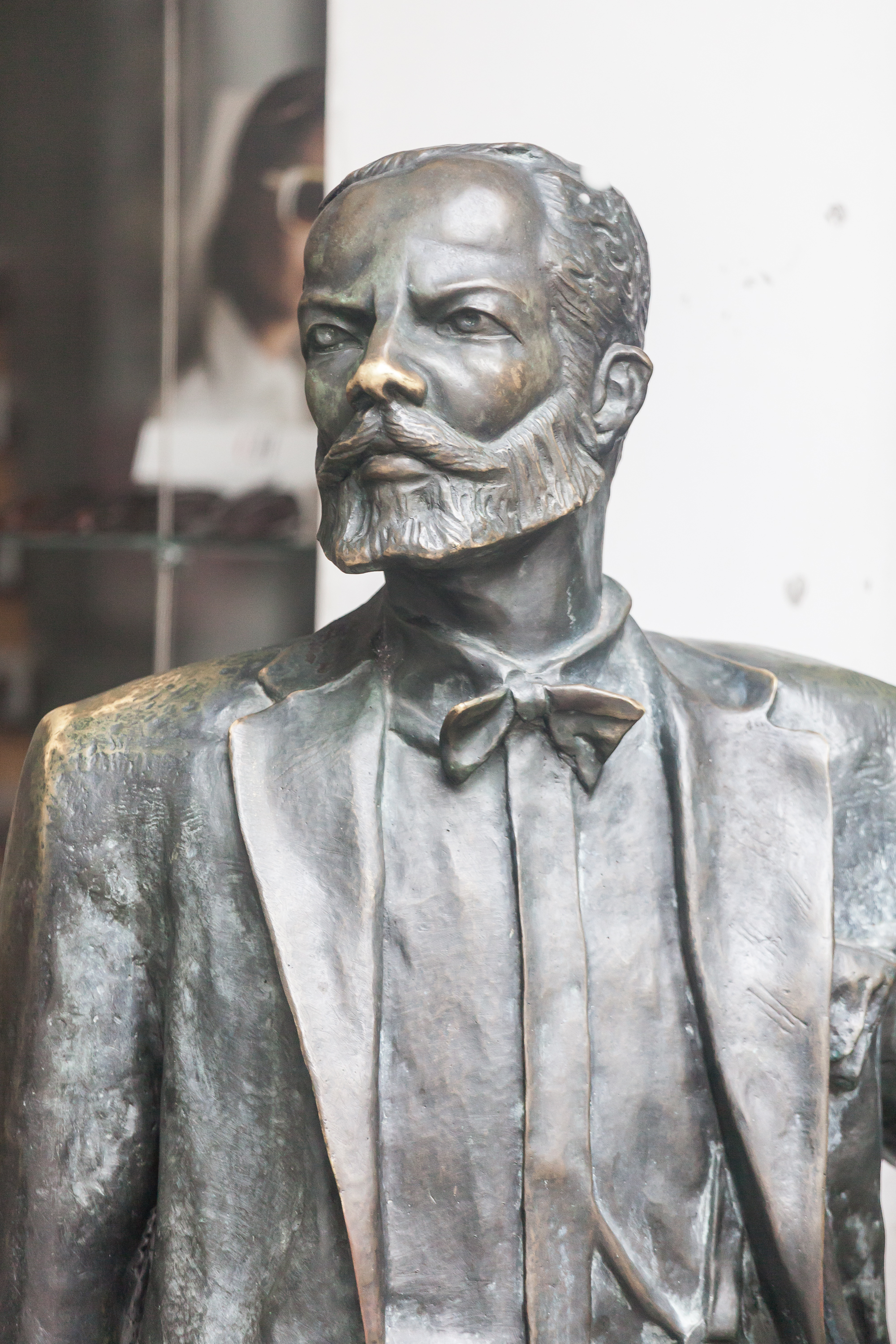
Estátua de Júlio Dinis no Funchal

Nasceu em 1839. Faleceu em 1871. Visão detalhada do ambiente. Romances ambientados no campo.
- Tendências: Pré-realista.
- Obras:
  - Romances
    - As Pupilas do Senhor Reitor
    - Uma família inglesa
    - Sertões da província
    - A morgadinha dos canaviais
    - Os Fidalgos da Casa Mourisca
    - Inédito e esparsos

  - Poesias
    - Poesias

  - Teatro
    - Teatro inédito

#### João de Deus

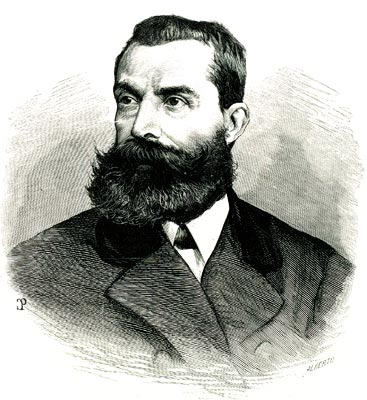
João de Deus

Nasceu em 1830. Faleceu em 1896. Retomou a tradição lírica portuguesa. Foi admirado pelos realistas. Teófilo Braga foi quem reuniu seus poemas e os publicou sob o título "Campos de Flores" (1893).
- Tendências: Pré-Realistas, Idealismo amoroso, a visão espiritualizada da mulher.